# Carmen Castillo
Pour les articles homonymes, voir Carmen Castillo Taucher, Carmen Castillo (baseball) et Castillo.
Carmen Castillo est une écrivaine et cinéaste franco-chilienne, née le 21 mai 1945 à Santiago au Chili.

## Biographie
Carmen Castillo enseigne, dans les années 1970, comme professeure d'histoire au Centro de Investigaciones de Historia de América Latina de l'université pontificale catholique du Chili, puis travaille pour le ministère des Affaires étrangères auprès du président chilien Salvador Allende, aux côtés de sa fille, Beatriz, au palais de La Moneda.
Elle a été la compagne de deux dirigeants du MIR (mouvement de la gauche révolutionnaire) : Andrés Pascal Allende (un neveu de Salvador Allende), avec qui elle s'est mariée et a eu une fille, Camila, puis Miguel Enriquez, secrétaire général du mouvement.
Un an après le coup d'État fomenté par Augusto Pinochet le 11 septembre 1973 avec l'appui de la CIA, Miguel Enríquez est abattu par les militaires le 5 octobre 1974, dans la maison où ils vivaient clandestinement, sous des noms d'emprunt, au 725 de la rue Santa Fe, à Santiago. Carmen Castillo, alors enceinte, est gravement blessée lors de l'attaque puis évacuée à l'hôpital grâce à un voisin qui a appelé une ambulance et insisté pour qu'elle soit hospitalisée d'urgence.
Le 27 octobre 1974, elle est expulsée du Chili vers l'Angleterre, à la suite d'une campagne de mobilisation internationale (Régis Debray, Simone Signoret et Angela Davis ont été, parmi d'autres, les organisateurs ou les signataires de la mobilisation), la sauvant ainsi de la répression. Son fils, Miguel Angel, né à Cambridge, meurt quelques jours après sa naissance, des suites de ses importantes pertes de sang lors de l'attaque durant sa grossesse
Elle s'installe définitivement en France fin 1976 et ne cesse ensuite d'évoquer le Chili dans ses livres, notamment Un jour d’octobre à Santiago, et ses films, dont Rue Santa Fe, sélectionné au Festival de Cannes en 2007.
En 1995, elle conçoit et produit, avec Patrick Grandperret, la collection de films de fiction « Terres étrangères » pour Arte Fiction. À partir de 2008, elle fait partie, au Chili, du collectif Escuela popular de cine, fondé par les cinéastes Carolina Adriazola et José Luis Sepúlveda.
Après un documentaire consacré à l'écrivain et militant Victor Serge, en 2012, elle se consacre à un long métrage cinématographique ayant pour fil rouge le philosophe trotskyste Daniel Bensaïd, dont elle était proche : On est vivants. Un film sur l’engagement politique contemporain conçu comme un dialogue posthume avec l'intellectuel. La cinéaste est ainsi partie à la rencontre des anonymes en lutte en divers lieux du monde : la France, la Bolivie, le Brésil...
Son documentaire Cuba en suspens est diffusé sur Arte en 2017. Il s'intéresse à la situation à Cuba après le rétablissement des relations avec les États-Unis, entamé depuis 2014 et impulsé par le président Barack Obama et le chef d'État Raul Castro. Des réformes ont été entreprises par le régime cubain afin d'ouvrir l'économie aux initiatives privées et aux capitaux étrangers ; c'est cette ère nouvelle que la cinéaste questionne au gré de nombreuses rencontres effectuées, sur place, avec des Cubains.
Deux ans plus tard, son documentaire Chili 1973, une ambassade face au coup d'État est diffusé par France 5 : il s'ouvre sur le mardi 11 septembre 1973, jour du coup d'État de Pinochet au Chili. C'est que, dès le lendemain, une question se pose : que faire des personnes qui se précipitent vers les ambassades afin d'y trouver un refuge ? Privés de tout contact avec leur ministère, les diplomates français décident alors d'ouvrir les portes de l'ambassade de France. Plus de six cents militants seront ainsi sauvés. Elle reçoit alors le prix Scam / Charles Brabant pour l'ensemble de sa carrière. 
Au mois d'avril 2020, elle devient la marraine de la campagne internationale « Free Nûdem Durak », laquelle appelle à la libération de la chanteuse kurde, détenue en Turquie.

## Publications
- Un jour d'octobre à Santiago, éditions Stock, 1980.
- Ligne de fuite, éditions Bernard Barrault, 1988.
- Avec Évelyne Pisier, Sonia Rykiel : quand elle n'a pas de rouge elle met du noir, Paris, Fayard, 16 mai 2001, 280 p. (ISBN 2213609616 et 978-2213609614).
- Santiago-Paris, le vol de la mémoire coécrit avec sa mère Mónica Echevarría, Plon, 2002.

## Filmographie

### Pour le cinéma
- 2007 : Rue Santa Fe
- 2015 : On est vivants

### Pour la télévision
- 1983 : Les Murs de Santiago (en tant qu'auteure ; réalisation : Pierre Devert et Fabienne Servan-Schreiber)
- 1985 : État de guerre : Nicaragua (coréalisé avec Sylvie Blum) – 60 min – TF1
- 1993 : La Flaca Alejandra (en tant qu'auteure ; réalisation : Guy Girard) – 60 min – France 3
- 1994 : La Véridique légende du sous-commandant Marcos (coréalisé avec Tessa Brisac) - 60 min – Arte
- 1995 : Inca de Oro (documentaire coréalisé avec Sylvie Blum) – 52 min – France 3
- 1996 : Inca de Oro (fiction coécrite par Carmen Castillo et Sylvie Blum, réalisée par Patrick Grandperret) 1 h 30 min
- 1996 : Couleur Havane (fiction écrite par Carmen Castillo et réalisée par Patrick Grandperret) 1 h 30 min
- 1997 : Le Boléro, une éducation amoureuse – 52 min – Arte
- 2002 : Maria Felix, l’insaisissable – 60 min – Arte
- 2003 : L’Astronome et l’Indien (coréalisé avec Sylvie Blum) – 52 min – Arte
- 2003 : El Camino del Inca (coréalisé avec Sylvie Blum) – 52 min – France 5
- 2004 : José Saramago, le temps d’une mémoire – 74 min – Arte
- 2004 : La fado de Misia – 60 min – Arte
- 2004 : Le Chili de mon père – 60 min
- 2008 : Lettres mexicaines, romanciers de la Grande frontière – 60 min – Arte
- 2008 : Desterria – court métrage de fiction – Espace Culturel Louis Vuitton
- 2009 : Pour tout l’or de Andes – 1 h 30 min – Arte
- 2011 : Victor Serge, l’insurgé – 52 min – France 5
- 2013 : L’Espagne de Manuel Rivas, Juan Goytisolo, Bernardo Atxaga – Arte.
- 2016 : Cuba en suspens, 52 min – Arte
- 2019 : Chili 1973 : une ambassade face au coup d’État – France 5

## Récompenses
Au cours de sa carrière, Carmen Castillo a reçu les prix et récompenses suivantes :
- le FIPA d'or du documentaire pour La Flaca Alejandra, à Biarritz en 1994 ;
- le prix du public au Festival d'automne de Gardanne, en 2008 ;
- le prix du public au Festival Cine Horizontes de Marseille, en 2008 ;
- le grand prix au Festival de Copenhague, en 2008 ;
- l'étoile de la Scam, en 2009 ;
- le prix spécial du jury au Festival international du nouveau cinéma latino-américain de La Havane, en 2010 ;
- Prix Scam pour l'ensemble de sa carrière, en 2019.